# Султан Менгли-Гирей
Султан Менгли-Гирей — крымский царевич из рода Гиреев, полковник (1798) и генерал-майор (1801) российской армии, ногайский пристав (1803), старший сын кубанского сераскира Арслана Гирея и внук кубанского сераскира Газы Гирея. Братья — султаны Азамат-Гирей и Бахты-Гирей.

## Биография
Его дед — кубанский сераскир Газы Гирей, внук крымского хана Девлета II Гирея, еще в 1751 году тайно просил русские власти предоставить ему убежище в Астрахани, но ему отказали. Во время русско-турецкой войны 1768—1774 гг. Газы Гирей «склонялся ко вступлению в российское подданство», но этого не произошло.
Его отец — Арслан Гирей также занимал должность кубанского сераскира и управлял часть ногайских родов в Закубанье. Во время русско-турецкой войны (1787—1791) в марте 1789 года Арслан Гирей собрал ополчение из народов «за Лабой обитавших» в поддержку турецких войск.
В феврале 1790 года султан Менгли-Гирей с частью ногайцев (наврузовцы) добровольно перешел в российское подданство. Султан лично явился к генерал-поручику Ю. Б. Бибикову, выступившему в поход на турецкую крепость Анапу, и «объявил своё желание основать жительство своё в России». Менгли-Гирей был отправлен в Санкт-Петербург, где в 1798 году получил чин полковника.
13 октября 1801 года султан Менгли-Гирей получил чин генерал-майора «за храбрость, усердие и преданность России». Российский император Александр Павлович поручил использовать его на Северном Кавказе, «чтоб привязанность его к России обращалась в добрый пример его соотечественников и утверждала бы их в приверженности к империи».
Менгли-Гирей получил под свою власть всех переселенных на русскую сторону кубанских ногайцев, а в 1803 году также пятигорских ногайцев и абазин-алтыкесеков. Главнокомандующий русским войсками на Кавказе генерал-лейтенант князь П. Д. Цицианов предложил императору назначить Менгли-Гирея военным «начальником», чтобы привлечь «бештовских татар» к военной службе. Кавказовед И. В. Бентковский писал: «Назначение Султана Менгли-Гирея начальником ногайцев было для них великим и желанным событием, а с нашей стороны большим политическим тактом».
В начале 1810 года Султан Менгли-Гирей со своими ногайцами участвовал в карательном походе генерала С. А. Булгакова на рр. Лабу и Белую, где вместе с русскими войсками разорял аулы закубанцев и бежавших к ним абазин-алтыкесеков. В апреле 1810 года в награду Менгли-Гирей получил от царских властей орден Святого Георгия 4-й степени. Его братья Азамат-Гирей и Максуд-Гирей получил чин майора.
В 1809 году абазинский князь Лоов убил абадзехского сутана Бахты-Гирея, родного брата Менгли-Гирея. Лоовы стали кровниками Менгли-Гирея и бежали. Новый русский главнокомандующий А. П. Тормасов распорядился переселить абазин-алтыкесеков с Кавказской линии. Менгли-Гирей выступал против изгнания абазин и писал военному командованию, что «скитаясь между закубанцами и пользуясь их помощью, они возбуждают их к Линии ненависть». Менгли-Гирей оказался между двух огней, его сочувствие к страдающим людям, которых окружили казацкою цепью и отделили от всякого сообщения, не давало ему смириться с действиями командования. Он безуспешно взывал к начальству: «Беспечность, свойственная необразованному народу, быв стеснена в таком карантине без способов пропитания, которые по большей части у всех здесь народов состоят от скотоводства. А ныне весь скот находится в отдалении от аулов для лучшей пастбищи, следовательно, и оставался отрезанным от своих хозяев; сия крайность в необходимостях производила смертность, особенно над беднейшими семействами, и от сего в некоторых аулах и действительно открывались повальные болезни с подозрительными признаками».
В 1810 году Султан Менгли-Гирей и его братья Азамат-Гирей и Максюд-Гирей со своими отрядами участвовали в военных рейдах за Кубань. В марте 1811 года русское командование учредило в Георгиевске комитет по меновым делам. В его состав вошел генерал-майор Султан Менгли-Гирей как гражданский губернатор, «как хозяин губернии», для закубанских и пятигорских народов. В апреле того же года Султан Менгли-Гирей отправился в Закубанье и вернул большую часть своих беглых подвластных в Пятигорье. Князья Лоовы, кровники Султана Менгли-Гирея, обратились с просьбой поселить их у Есентукского поста и «охранять их от мщения». Однако по настоянию Менгли-Гирея в 1812 году князья Лоовы были арестовали и высланы в Астрахань.
По ведомости Менгли-Гирея в его приставстве в 1811 году находились: каспулатовцы — 6640 чел., наурузовцы — 1800 чел., кипчаковцы — 1508 чел., мангитовцы — 860 чел., джембулуковцы — 3624 чел., едисанцы — 908 чел., едишкульцы — 456 чел., абазинцы — 3000 чел. Они добровольно вернулись в Бештовское приставство, привлечённые намерением российского правительства открыть меновую торговлю и заняли земли по рекам Кума, Сабля, а кочевали по рекам Танлык, Джегута, Барсуклы, Калаус и Карамык.
Вскоре разгорелся конфликт между начальником Кавказской линии генерал-майором С. А. Портнягиным и Султаном Менгли-Гиреем из-за князя Лоова, которому первый покровительствовал. Дядя Менгли-Гирея, «весьма сильный Закубанский владелец, неподвластный Российскому правительству», решил отомстить за кровь своего родственника как абазинам, за укрывательство Лоова, так и ногайцам, у которых случилось убийство Бахти-Гирея. Когда князь Лоов бежал из Астрахани, Султан Менгли-Гирей заподозрил в организации побега Портнягина.
После войны продолжилось ограничение ногайских кочевий и отвод земель для колонистов, а Менгли-Гирей, пользовавшийся доверием правительства, являлся серьёзным противником в земельных спорах.
Из-за интриг колонистов генерал-майор Портнягин отстранил Менгли-Гирея от должности пристава, «дабы только в глазах начальства очернить верную и усердную службу сего достойного человека». В ответ в сентябре 1813 года 2 тысячи ногайцев переселились за Кубань, русские смогли только отбить у них скот и часть имущества.
И. В. Бентковский написал: «Султан Менгли-Гирей как русский генерал пользовался полным доверием правительства, как ногаец имел огромное влияние не только на подвластных ему соплеменников, но и на за-кубанских нам не подданных».
По распоряжению российского главнокомандующего А. П. Ермолова в 1822 году ногайцев разделили на четыре приставства, оставив под управлением Султана Менгли-Гирея «бештаукумских» ногайцев, кочевавших и живших оседло по Куме, Сабле, Калаусу, Большому и Малому Янкулям, то есть его владельческий наурузовский аул.
В 1822 году император Александр I Павлович подписал указ о выделении Менгли-Гирею 5 тысяч десятин земли «в вечное и потомственное владение», но только в июне 1824 году генерал А. П. Ермолов поинтересовался, где Султан выбирает себе землю «из состоящих в свободном состоянии и никаким казённым селениям не принадлежащих». Вначале Менгли-Гирей обозначил земли от устья Барсуклы до Кумы, на которых кочевали и жили его подвластные, но затем, видимо, под нажимом властей назвал земли «по обе стороны Кумы», вблизи своего аула Покоривший, одноимённого с расположенным там же редутом.
После выделения в 1825 году Менгли-Гирею земли на праве частной собственности, его подвластные ногайцы и абазины постепенно переходили или в разряд его крепостных, или в разряд «государственных» крестьян. Приведение ногайцев в российское подданство, содержание их в повиновении и даже привлечение на военную службу стало делом, свершившимся и отнюдь не формальным, благодаря Султану Менгли-Гирею, поэтому его не отстраняли от должности пристава до самой смерти.
По поручению командующего на Кубанской линии генерал-майора Сталя Султан Менгли-Гирей отправился за Кубань, чтобы собрать закубанских ногайских владельцев и убедить их воздерживаться от набегов и избегать связей с беглыми кабардинцами, «за Кубанью скитающимися».
Султан Менгли-Гирей поселился на берегу Кумы в Георгиевском уезде Кавказской области. Здесь он построил свою усадьбу с мечетью. После смерти Менгли-Гирея его усадьба перешла во владение его сыновьям Джанибек-Гирею и Тохтамыш-Гирею. В 1878 году на этом месте возник город Минеральные Воды.